# Paszokifikáció
A paszokifikáció fogalma a 21. századi európai bal-közép pártok hanyatlását jellemzi, amely egyúttal a szélsőbal- és szélsőjobboldali pártok felemelkedésével jár.
A kifejezés a görögországi PASOK párt nevéből származik, amelynek szavazati arányai az országos választásokon hatalmasat csökkentek a korábbiakhoz képest. Amíg 2009-ben 44%-ot szereztek, addig 2015-ben 5%-ra estek vissza, köszönhetően annak, hogy rosszul kezelték a görög gazdasági válságot. Ezzel egy időben pedig a Syriza támogatottsága és befolyása is hatalmasat nőtt.
Más hasonló esetekre alkalmazva:
- A magyarországi MSZP a 2010-es választásoktól kezdődően;
- Az egyesült királyságbeli Munkáspárt,[4] a Corbyn vezetés összefüggésében, amelyet egy baloldali fordulat, és az Új Munka ideológiájával való szakítás határoz meg;
- A Szocialista Párt Franciaországban,[5] 2017-es elnökválasztások tekintetében;
- A PSOE Spanyolországban, a Podemos és Ciudadamos növekedése után;
- A Munkáspárt Hollandiában, különösen a 2017-es választások alkalmával.

## Fordítás
Ez a szócikk részben vagy egészben a Pasocification című angol Wikipédia-szócikk ezen változatának fordításán alapul.  Az eredeti cikk szerkesztőit annak laptörténete sorolja fel. Ez a jelzés csupán a megfogalmazás eredetét és a szerzői jogokat jelzi, nem szolgál a cikkben szereplő információk forrásmegjelöléseként.